# برنامه‌نویسی پژواکی
در علوم رایانه، پژواک (به انگلیسی: Reflection) توانایی یک پردازه برای آزمون، خوداندیشی، و اصلاح «ساختار» و «رفتار» داخلی خودش می‌باشد.

## کاربردها
1. پژواک به برنامه‌نویس کمک می‌کند تا کتابخانه‌های نرم‌افزاری همگانی بسازد که هدف آن می‌تواند: نمایش داده، پردازش قالب‌های مختلف داده، انجام سریال سازی، یا انجام بازگشت سریال سازی داده برای ارتباطات، یا بسته‌بندی یا جداسازی از بسته برای داده برای ارتباطات ظرف دهی شده یا ارتباطات انفجاری باشد.[۲]
2. استفاده از پژواک به زبان کمک می‌کند تا برای کدهای «مبتنی-بر-شبکه» مناسب باشد.[۲]
3. از پژواک برای مشاهده و اصلاح اجرای برنامه، در «زمان اجرا» استفاده می‌شود.[۲]
4. در زبان‌های برنامه‌نویسی شی گرا مثل جاوا، پژواک امکان بازرسی کلاس‌ها، واسط‌ها، فیلدها، و متدها را در زمان اجرا می‌دهد، حتی اگر نام واسط‌ها، فیلدها، و متدها در زمان کامپایل را ندانیم. این موضوع امکان نمونه برداری از اشیای جدید و فراخوانی متدها را می‌دهد.[۲]
5. از پژواک معمولاً به عنوان بخشی از آزمون نرم‌افزار، استفاده می‌شود، مثلاً برای ساخت/نمونه برداری از اشیای ساختگی.[۲]
6. پژواک یک استراتژی کلیدی برای فرا برنامه‌نویسی است.[۲]
7. در بعضی از زبان‌های برنامه‌نویسی شی گرا، مثل سی شارپ، و جاوا، از پژواک می‌توان در انتقال قواعد دسترسی عضو استفاده کرد.[۲]

استفادهٔ مؤثر از پژواک، تقریباً همیشه نیاز به یک برنامه دارد: یک چهارچوب طراحی، توصیف کد دهی، کتابخانه شیی، یا تناظر یک پایگاه داده یا ارتباطات موجودیت.

## پیاده‌سازی
یک زبان پشتیبانی کننده از پژواک، ویژگی‌هایی را تدارک می‌بیند که در «زمان اجرا» استفاده می‌شوند، اگر این ویژگی‌ها وجود نداشته باشد، پیاده‌سازی پژواک در زبان‌های سطح پایین بسیار سخت است.
بعضی از این ویژگی‌ها، در ادامه ذکر می‌شوند، توانایی برای:
- تشخیص و اصلاح ساختمان‌های کد منبع (مثل بلاک کد، کلاس‌ها، متدها، پروتکل‌ها و غیره) به عنوان اشیای کلاس سطح اول، در زمان اجرا.
- تبدیل یک رشته که با نام نمادین یک کلاس یا تابع منطبق است به یک ارجاع (reference) یا به فراخوانی (invocation) آن کلاس یا تابع.
- یک رشته، را بتوان به صورت یک عبارت کد منبع در زمان اجرا ارزیابی کرد.
- تولید یک مفسر جدید برای بایت‌کد یک زبان، که در این قابلیت، مقصود ایجاد یک معنی جدید یا هدف جدید برای یک ساختار برنامه‌نویسی می‌باشد.[۲]

## مثال‌ها
قطعه کدهایی که در ادامه می‌آیند یک نمونه foo از کلاس Foo را می‌سازند، و متد PrintHello آن را فراخوانی می‌کنند. برای هر زبان برنامه‌نویسی، ترتیب صدا زدن نرمال و مبتنی بر پژواک نشان داده شده‌است.

### سی شارپ
در ادامه یک مثال به زبان سی شارپ آمده‌است:
```
// Without reflection

Foo
 
foo
 
=
 
new
 
Foo
();

foo
.
PrintHello
();

// With reflection

Object
 
foo
 
=
 
Activator
.
CreateInstance
(
"complete.classpath.and.Foo"
);

MethodInfo
 
method
 
=
 
foo
.
GetType
().
GetMethod
(
"PrintHello"
);

method
.
Invoke
(
foo
,
 
null
);

```

### دلفی
این مثال دلفی فرض کرده‌است که یک کلاس TFoo در یک واحد که Unit1 نام دارد، اعلام شده‌است:
```
uses
 
RTTI
,
 
Unit1
;

procedure
 
WithoutReflection
;

var

  
Foo
:
 
TFoo
;

begin

  
Foo
 
:=
 
TFoo
.
Create
;

  
try

    
Foo
.
Hello
;

  
finally

    
Foo
.
Free
;

  
end
;

end
;

procedure
 
WithReflection
;

var

  
RttiContext
:
 
TRttiContext
;

  
RttiType
:
 
TRttiInstanceType
;

  
Foo
:
 
TObject
;

begin

  
RttiType
 
:=
 
RttiContext
.
FindType
(
'Unit1.TFoo'
)
 
as
 
TRttiInstanceType
;

  
Foo
 
:=
 
RttiType
.
GetMethod
(
'Create'
)
.
Invoke
(
RttiType
.
MetaclassType
,
 
[])
.
AsObject
;

  
try

    
RttiType
.
GetMethod
(
'Hello'
)
.
Invoke
(
Foo
,
 
[])
;

  
finally

    
Foo
.
Free
;

  
end
;

end
;

```

### زبان ای‌سی
در ادامه یک مثال در زبان eC آمده‌است:
```
// Without reflection

Foo
 
foo
 
{
 
};

foo
.
hello
();

// With reflection

Class
 
fooClass
 
=
 
eSystem_FindClass
(
__thisModule
,
 
"Foo"
);

Instance
 
foo
 
=
 
eInstance_New
(
fooClass
);

Method
 
m
 
=
 
eClass_FindMethod
(
fooClass
,
 
"hello"
,
 
fooClass
.
module
);

((
void
 
(
*
)())(
void
 
*
)
m
.
function
)(
foo
);

```

### ECMAScript
در ادامه یک مثال یه زبان ECMAScript آمده‌است، و بنابراین به JavaScript و ActionScript اعمال می‌شود:
```
// Without reflection

new
 
Foo
().
hello
()

// With reflection

// assuming that Foo resides in this

new
 
this
[
'Foo'
]()[
'hello'
]()

// or without assumption

new
 
(
eval
(
'Foo'
))()[
'hello'
]()

// or simply

eval
(
'new Foo().hello()'
)

// Using ECMAScript 2015's new Reflect class:

Reflect
.
construct
(
Foo
,
 
[])[
'hello'
]()

```

### Go
در ادامه یک مثال به زبان Go آمده‌است:
```
import
 
"reflect"

// Without reflection

f
 
:=
 
Foo
{}

f
.
Hello
()

// With reflection

fT
 
:=
 
reflect
.
TypeOf
(
Foo
{})

fV
 
:=
 
reflect
.
New
(
fT
)

m
 
:=
 
fV
.
MethodByName
(
"Hello"
)

if
 
m
.
IsValid
()
 
{

    
m
.
Call
(
nil
)

}

```

### جاوا
در ادامه یک مثال به زبان جاوا آمده‌است:
```
import
 
java.lang.reflect.Method
;

// Without reflection

Foo
 
foo
 
=
 
new
 
Foo
();

foo
.
hello
();

// With reflection

try
 
{

    
// Alternatively: Object foo = Foo.class.newInstance();

    
Object
 
foo
 
=
 
Class
.
forName
(
"complete.classpath.and.Foo"
).
newInstance
();

    
Method
 
m
 
=
 
foo
.
getClass
().
getDeclaredMethod
(
"hello"
,
 
new
 
Class
<?>[
0
]
);

    
m
.
invoke
(
foo
);

}
 
catch
 
(
Exception
 
e
)
 
{

    
// Catching ClassNotFoundException, NoSuchMethodException

    
// InstantiationException, IllegalAccessException

}

```

### Objective-C
در ادامه یک مثال در Objective-C آمده‌است، و معنی ضمنی می‌دهد که یا چهارچوب OpenStep یا Foundation Kit استفاده شده‌است:
```
// Foo class.

@interface
 
Foo
 : 
NSObject

-
 
(
void
)
hello
;

@end

// Sending "hello" to a Foo instance without reflection.

Foo
 
*
obj
 
=
 
[[
Foo
 
alloc
]
 
init
];

[
obj
 
hello
];

// Sending "hello" to a Foo instance with reflection.

id
 
obj
 
=
 
[[
NSClassFromString
(
@"Foo"
)
 
alloc
]
 
init
];

[
obj
 
performSelector
:
 
@selector
(
hello
)];

```

### Perl
در ادامه یک مثال در زبان پرل آمده‌است:
```
# Without reflection

my
 
$foo
 
=
 
Foo
->
new
;

$foo
->
hello
;

# or

Foo
->
new
->
hello
;

# With reflection

my
 
$class
 
=
 
"Foo"

my
 
$constructor
 
=
 
"new"
;

my
 
$method
 
=
 
"hello"
;

my
 
$f
 
=
 
$class
->
$constructor
;

$f
->
$method
;

# or

$class
->
$constructor
->
$method
;

# with eval

eval
 
"new Foo->hello;"
;

```

### PHP
در ادامه یک مثال به زبان PHP آمده‌است:
```
// Without reflection

$foo
 
=
 
new
 
Foo
();

$foo
->
hello
();

// With reflection, using Reflections API

$reflector
 
=
 
new
 
ReflectionClass
(
'Foo'
);

$foo
 
=
 
$reflector
->
newInstance
();

$hello
 
=
 
$reflector
->
getMethod
(
'hello'
);

$hello
->
invoke
(
$foo
);

```

### پایتون
در ادامه یک مثال در زبان پایتون آمده‌است:
```
# Without reflection

obj
 
=
 
Foo
()

obj
.
hello
()

# With reflection

obj
 
=
 
globals
()[
'Foo'
]()

getattr
(
obj
,
 
'hello'
)()

# With eval

eval
(
'Foo().hello()'
)

```

### R
در ادامه یک مثال به زبان R آمده‌است:
```
# Without reflection, assuming foo() returns an S3-type object that has method "hello"

obj
 
<-
 
foo
()

hello
(
obj
)

# With reflection

the.class
 
<-
 
"foo"

the.method
 
<-
 
"hello"

obj
 
<-
 
do.call
(
the.class
,
 
list
())

do.call
(
the.method
,
 
alist
(
obj
))

```

### Ruby
در ادامه یک مثال به زبان روبی آمده‌است:
```
# Without reflection

obj
 
=
 
Foo
.
new

obj
.
hello

# With reflection

class_name
 
=
 
"Foo"

method_name
 
=
 
:hello

obj
 
=
 
Object
.
const_get
(
class_name
)
.
new

obj
.
send
 
method_name

# With eval

eval
 
"Foo.new.hello"

```

### Xojo
در ادامه یک مثال با استفاده از Xojo آمده‌است:
```
' Without reflection
Dim fooInstance As New Foo
fooInstance.PrintHello

' With reflection
Dim classInfo As Introspection.Typeinfo = GetTypeInfo(Foo)
Dim constructors() As Introspection.ConstructorInfo = classInfo.GetConstructors
Dim fooInstance As Foo = constructors(0).Invoke
Dim methods() As Introspection.MethodInfo = classInfo.GetMethods
For Each m As Introspection.MethodInfo In methods
  If m.Name = "PrintHello" Then
    m.Invoke(fooInstance)
  End If
Next

```